# Herzegovina

Locatie van Herzegovina binnen Bosnië en Herzegovina.

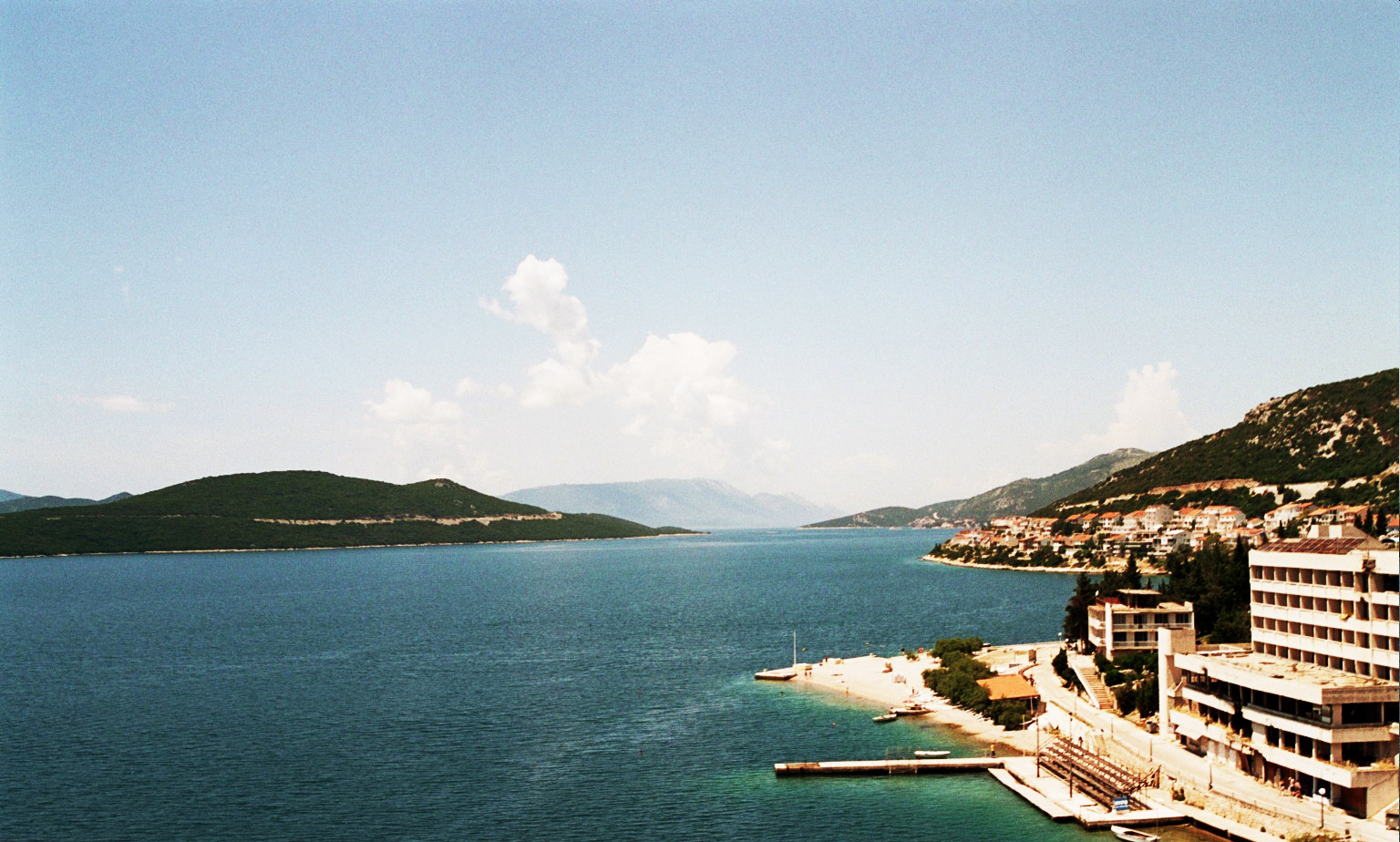
Neum, de enige kustplaats van (Bosnië en) Herzegovina

Herzegovina (Bosnisch/Kroatisch: Hercegovina; Servisch: Херцеговина) is een streek op de Balkan die het zuiden van Bosnië en Herzegovina beslaat. Het is een bergachtig gebied, dat grotendeels bestaat uit het stroomgebied van de rivier de Neretva. Herzegovina is geen bestuurlijke eenheid en de noordgrens laat zich niet exact bepalen.

## Geografie
Herzegovina ligt in de Dinarische Alpen en wordt gekenmerkt door uitgestrekte karstlandschappen. Het hoogste punt is de Maglić (2386m) op de grens met Montenegro. De belangrijkste stad in het gebied is Mostar, gelegen aan de Neretva en beroemd om zijn Oude Brug. In Herzegovina liggen ook het havenplaatsje Neum, dat de enige verbinding van Bosnië en Herzegovina naar de zee vormt, en de belangrijke katholieke bedevaartsplaats Međugorje.
Herzegovina heeft een Middellandse Zeeklimaat met warme zomers en milde winters, dat in grote lijnen overeenkomt met de Kroatische kust, Italië en Spanje.

## Taal
De meeste mensen in Herzegovina spreken het Štokavische dialect van het Servo-Kroatisch. Ze hanteren overwegend het Latijnse alfabet. Tegenwoordig wordt er in het gebied zelf vaak een onderscheid gemaakt tussen Servisch, Kroatisch en Bosnisch, de taalvariant die door de Bosniakken gesproken wordt.

## De oorlog
De Bosnische Burgeroorlog, die duurde van 1992 tot 1995, heeft ook in Herzegovina zijn sporen achtergelaten. Al is in Herzegovina lang niet zoveel gevochten als in het gebied rondom Sarajevo of Banja Luka, de littekens zijn nog steeds te zien. Veel gebouwen zijn verwoest en enkele dorpen zijn zo goed als onbewoond. De bekende Oude Brug van Mostar (Stari Most) werd eveneens verwoest en in 2001 herbouwd.

## Fotogalerij

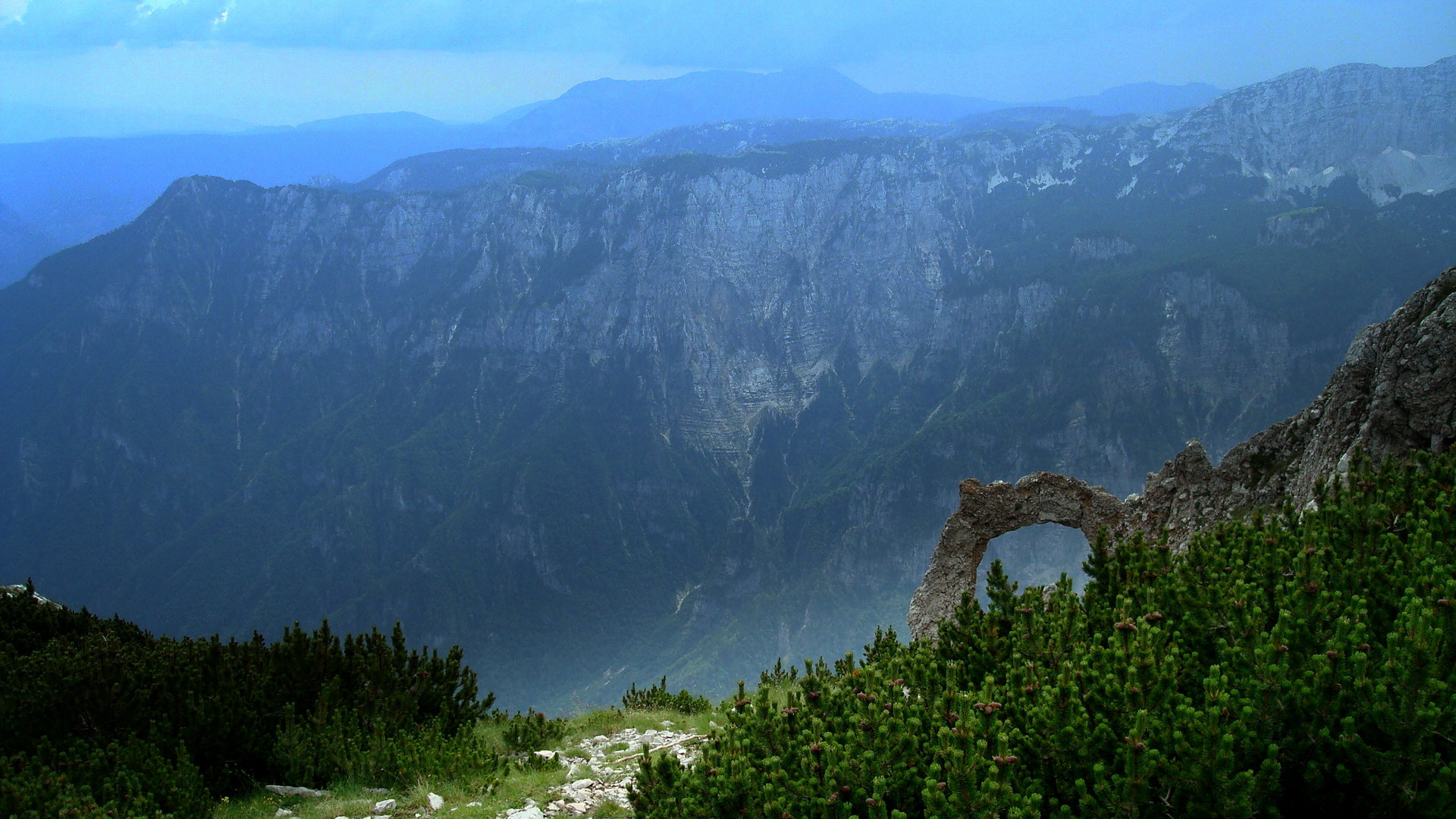
Rotsformatie "Hajdučka vrata" op Čvrsnica
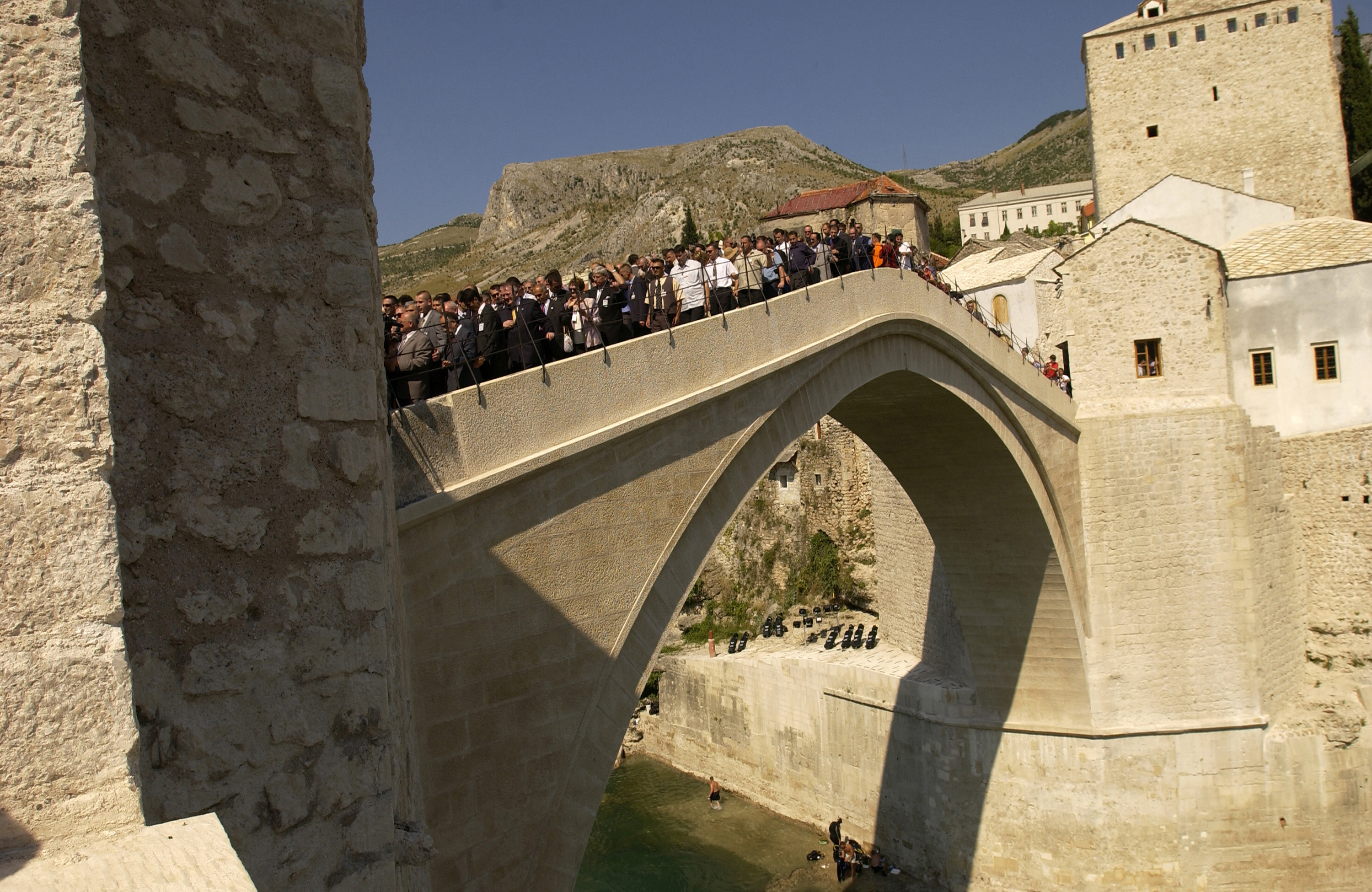
De "Oude Brug" ("Stari most") in Mostar, herbouwd in 2004.
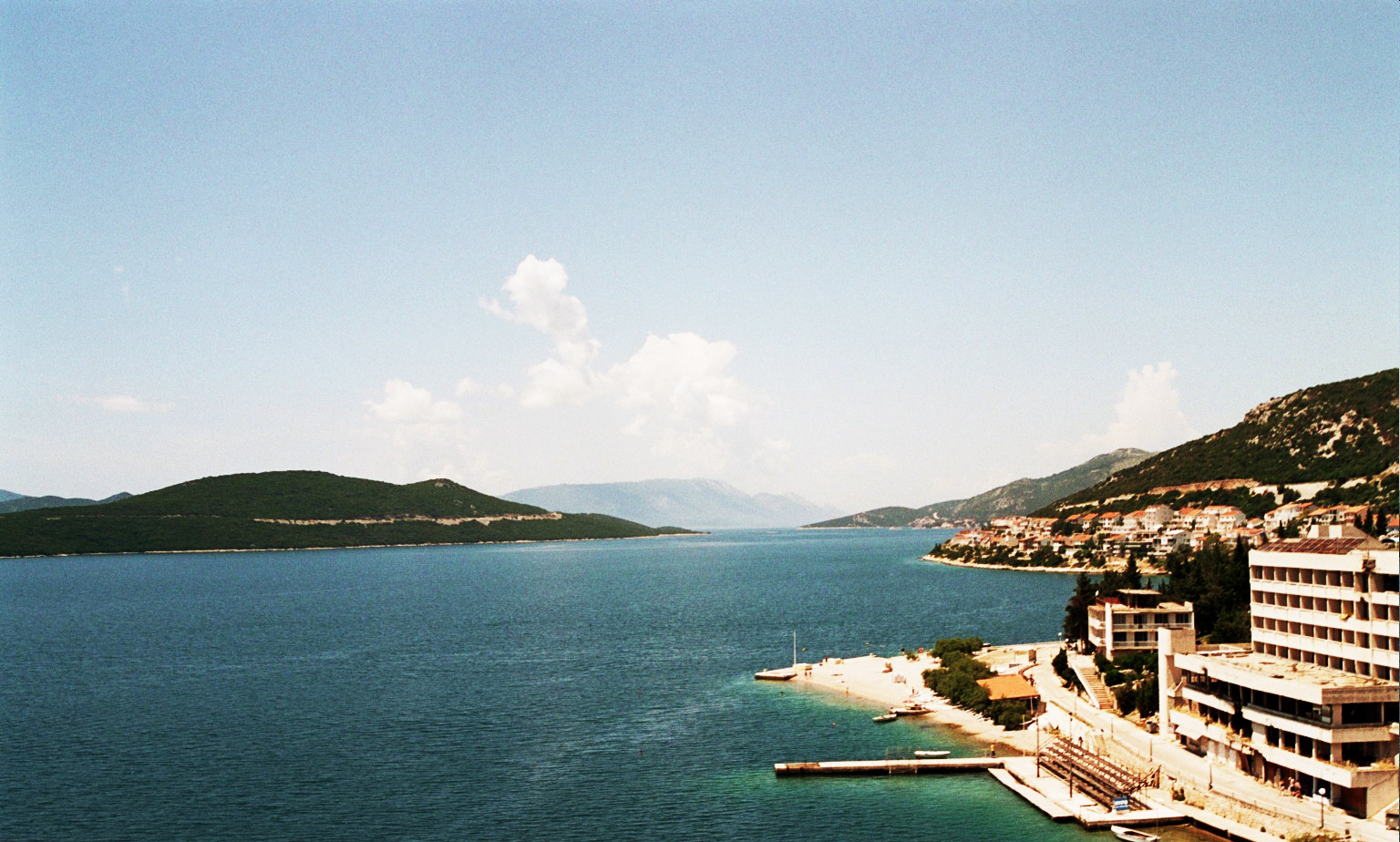
Neum en de kust van Herzegovina.
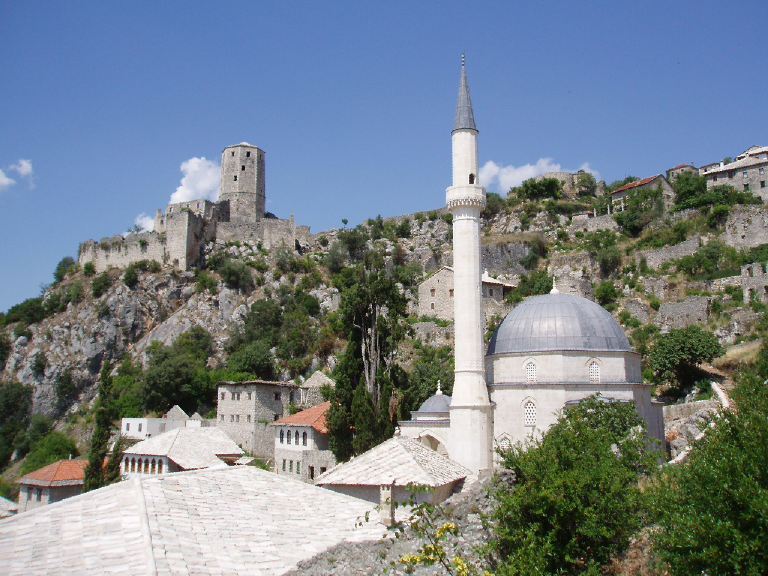
Počitelj, Oude stad
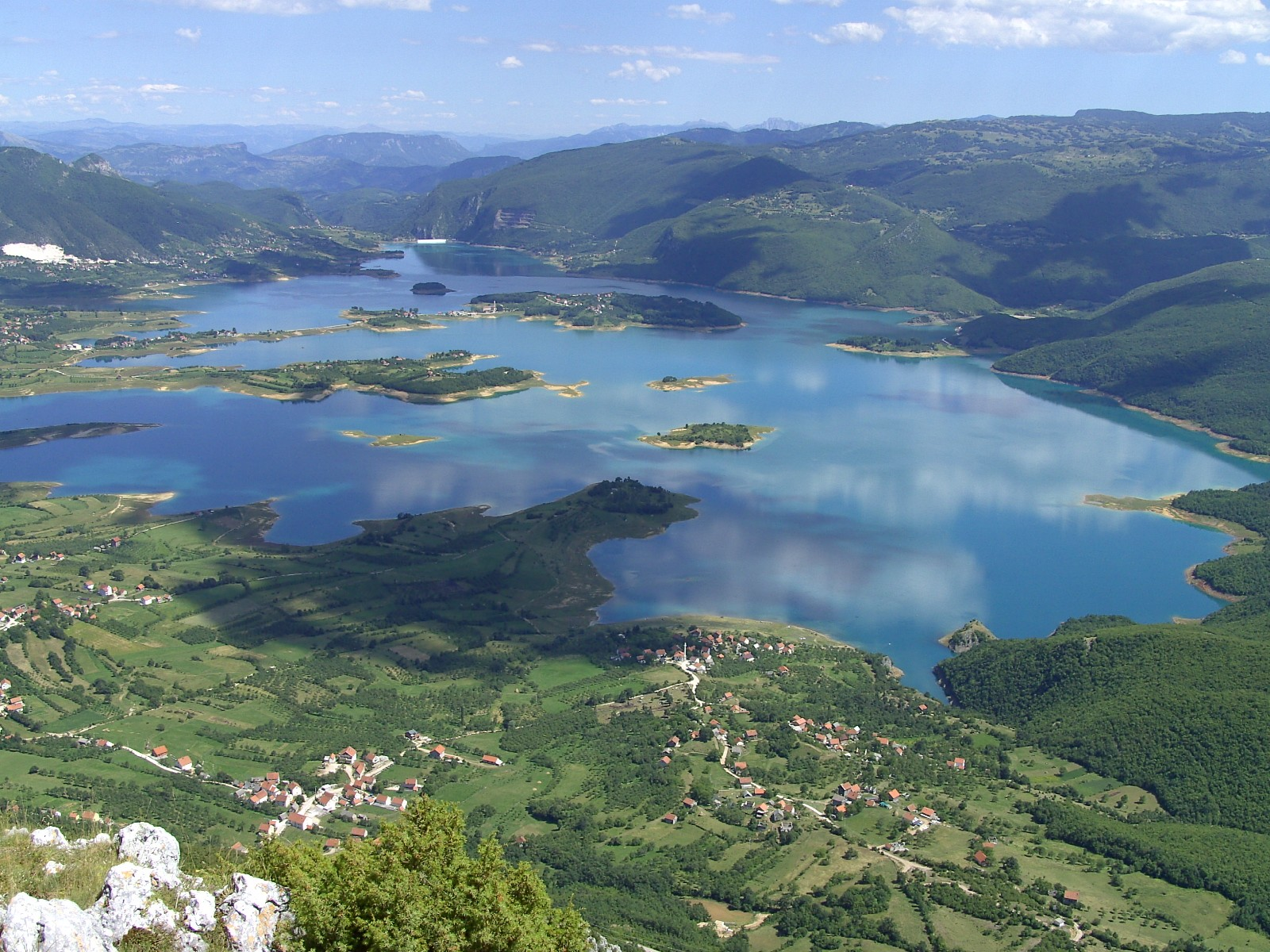
Rama meer in Prozor-Rama
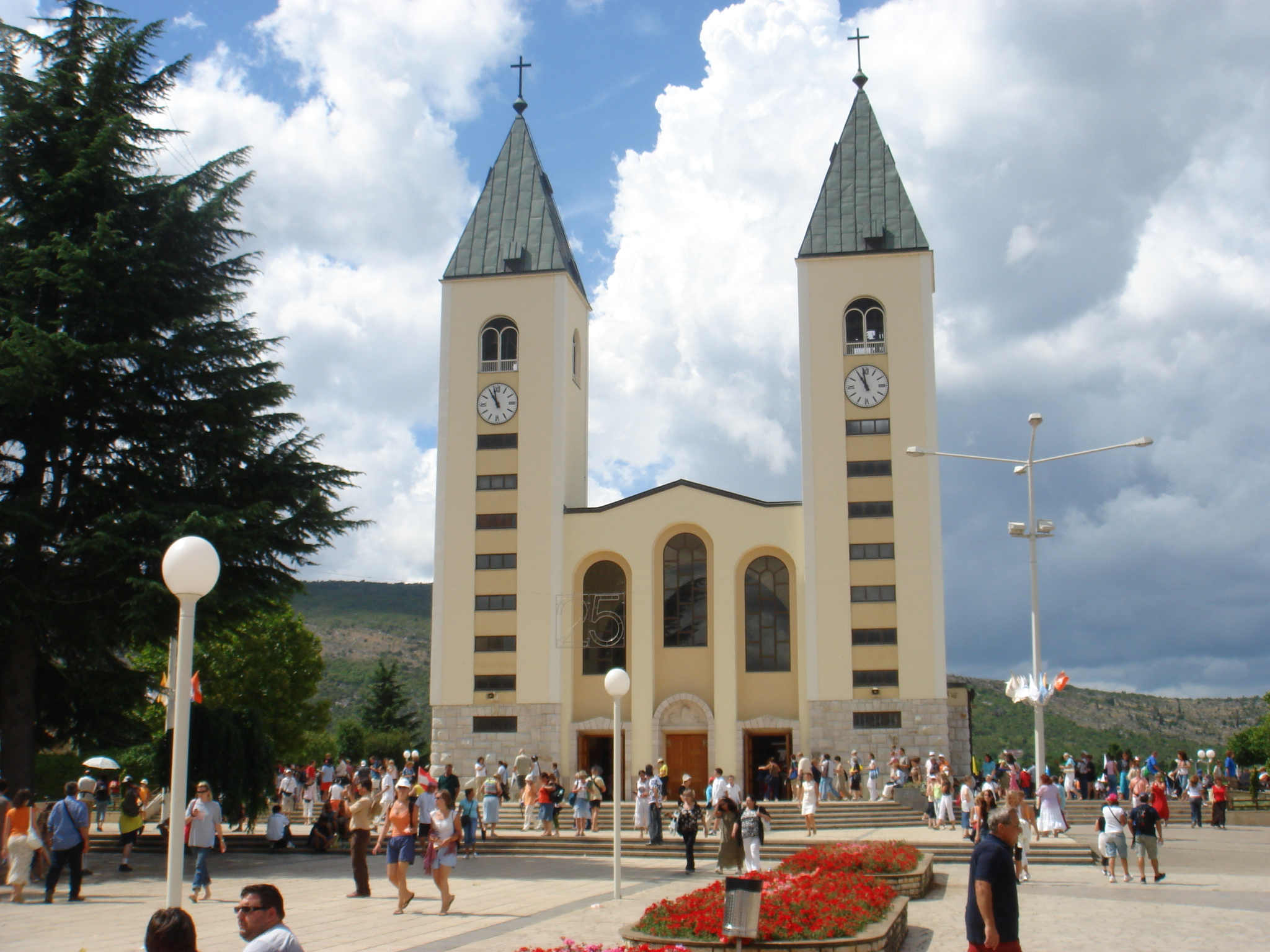
Međugorje
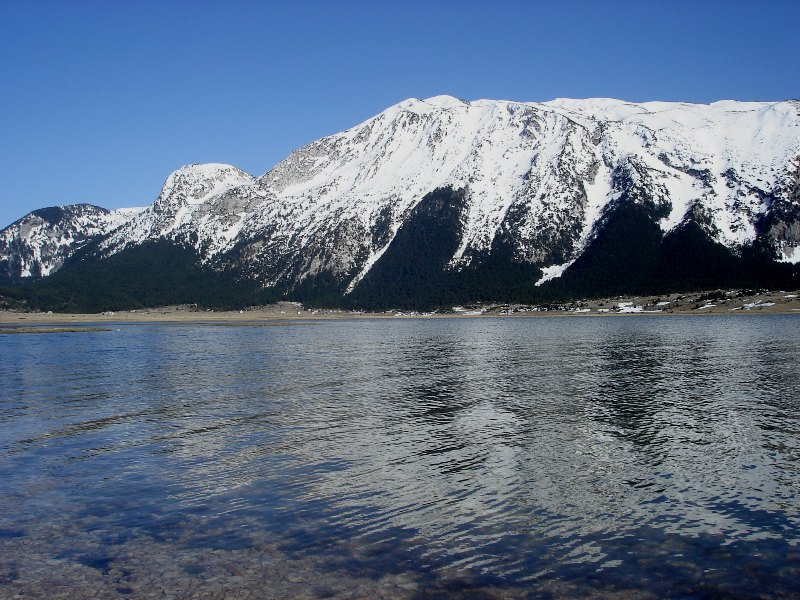
Blidinje meer
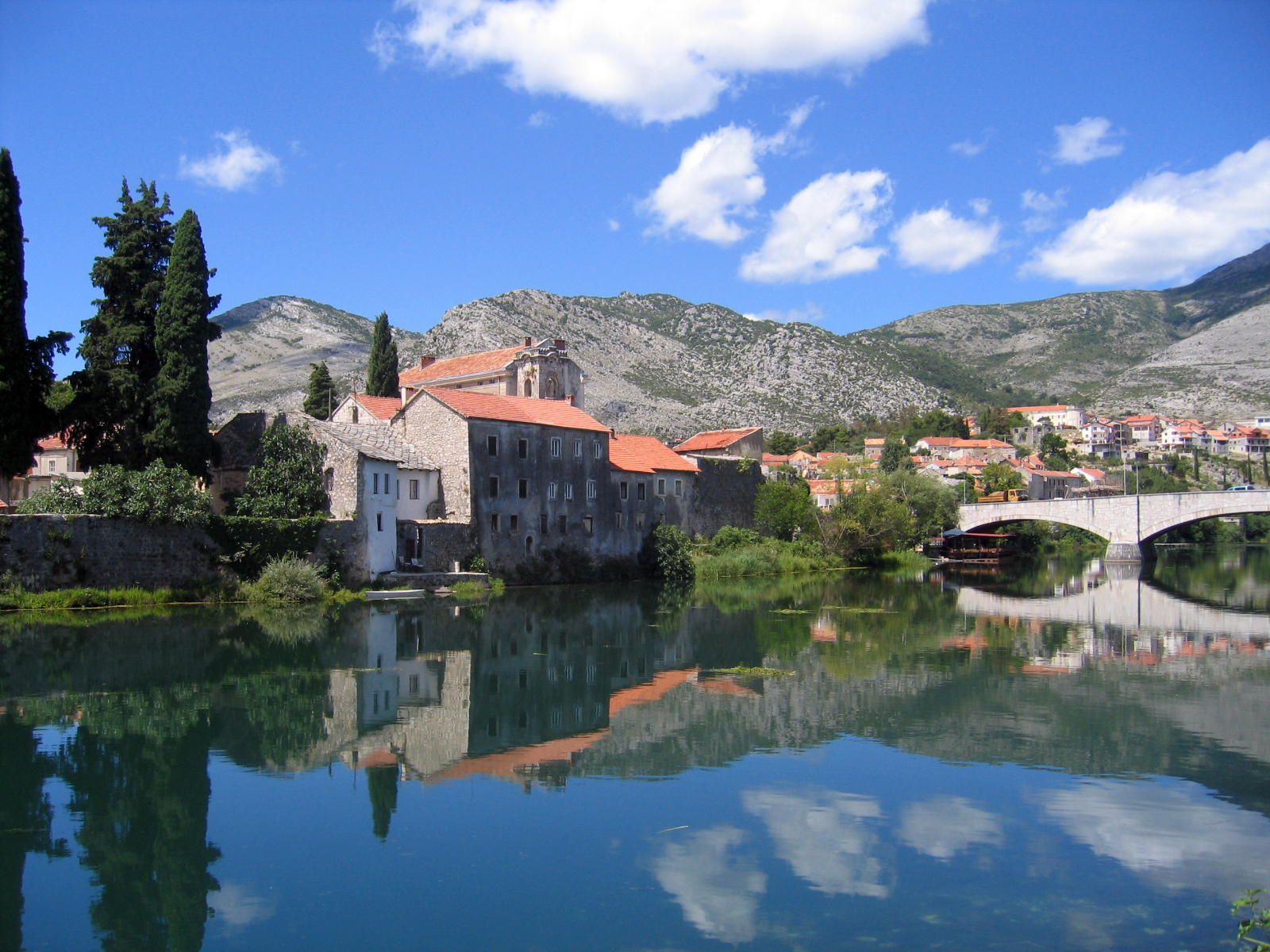
Trebinje
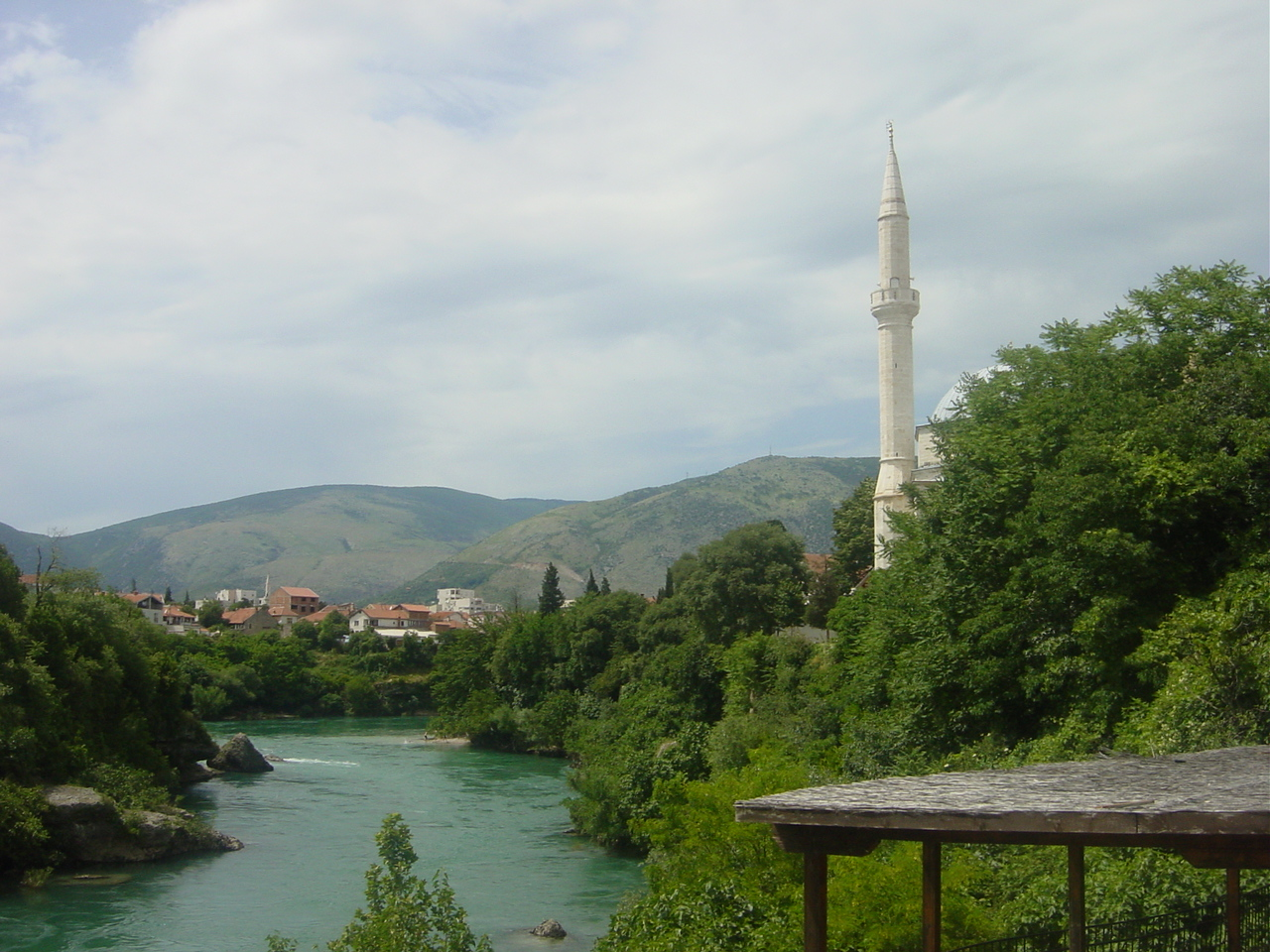
Neretva Rivier Mostar, 2004
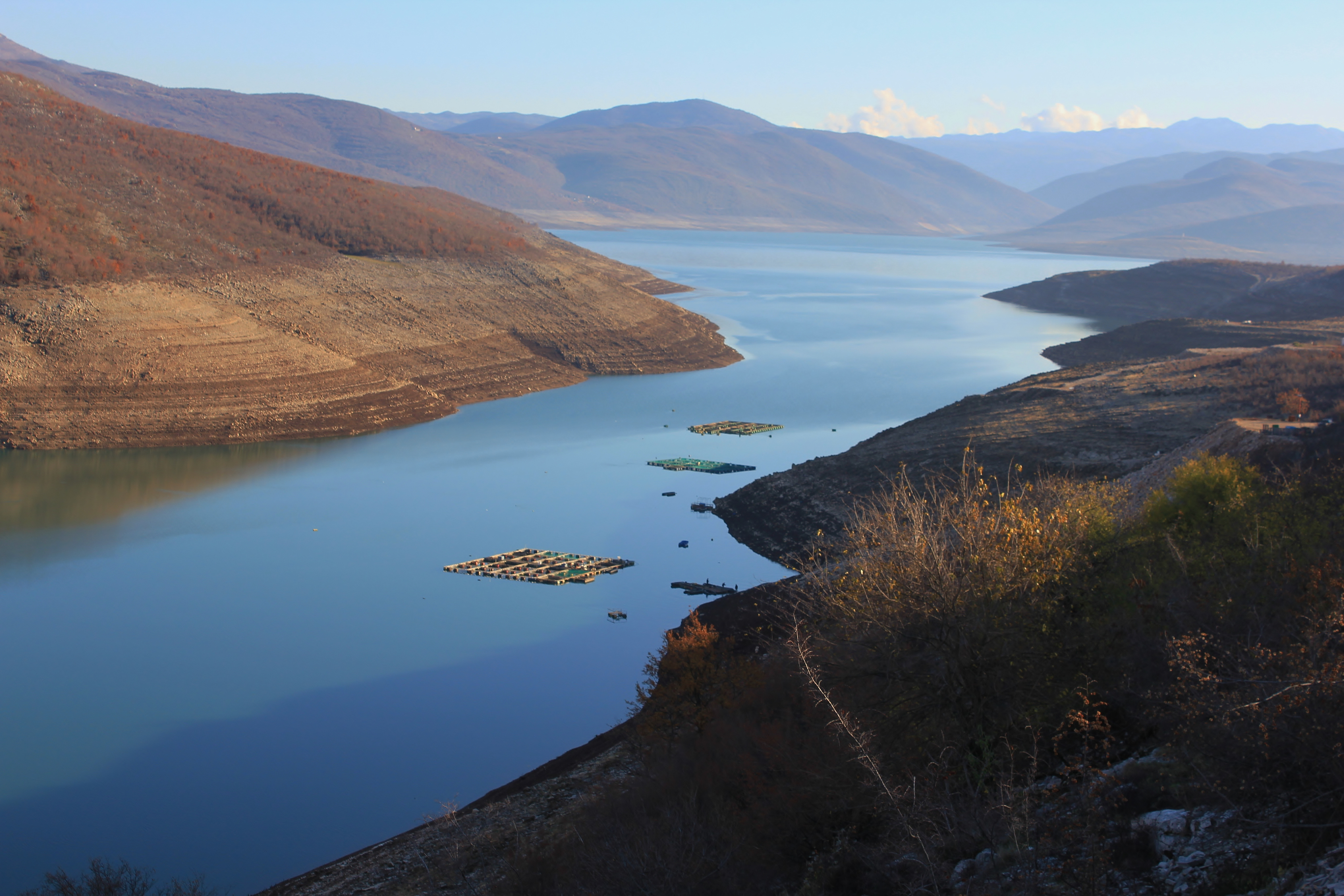
Bileća meer
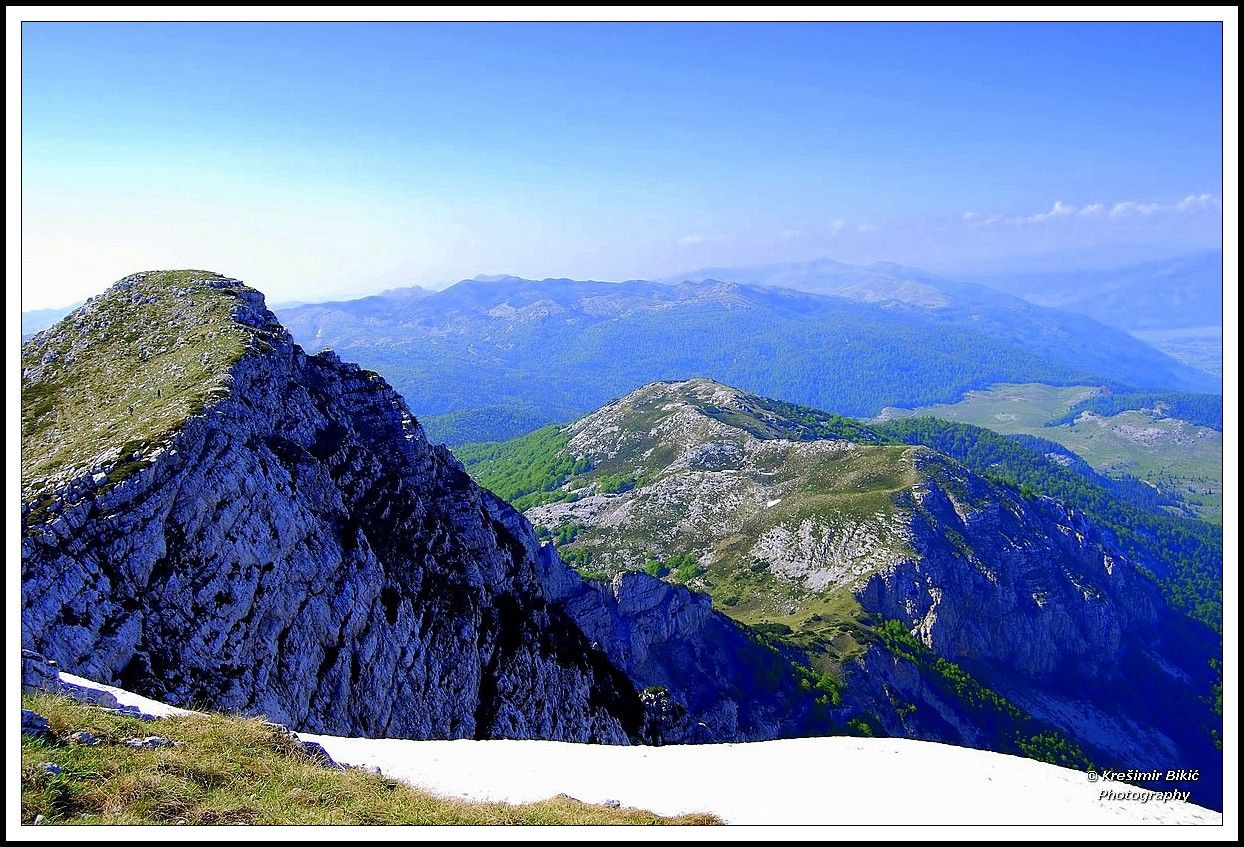
Čvrsnica